# Биркет-Абу
Биркет-Абу — территория перед дворцом Аменхотепа III — царской резиденцией в Малькате на западном берегу Нила на юге Фив, на которой находился искусственный водоём с пристанью, называемый «озером наслаждения». Искусственный водоём размерами примерно 1005 метров в ширину и 2500 метров в длину соединялся с Нилом. В процессе работ при создании озера были насыпаны земляные холмы общим объёмом около 30 млн м³, которые послужили озеру берегами.